# Annabelle : La Maison du mal
Série l'univers cinématographique Conjuring
La Malédiction de la dame blanche
(2019) Conjuring : Sous l'emprise du Diable
(2021)
Série Annabelle
La Création du mal
(2017)
Pour plus de détails, voir Fiche technique et Distribution.
Annabelle : La Maison du mal ou Annabelle 3 : Retour à la maison au Québec (Annabelle Comes Home) est un film d'horreur américain écrit et réalisé par Gary Dauberman, sorti en 2019. Il s'agit du 8e film de l'univers cinématographique Conjuring et du troisième centré sur la poupée Annabelle.
C'est la première suite directe au film réalisé par John R. Leonetti (2014) qu'est Annabelle.

## Synopsis
Après avoir terrorisé un groupe de jeunes gens, la poupée maléfique Annabelle est maintenant en possession du couple Ed et Lorraine Warren, experts en démonologie. Très vite, ces derniers remarquent le pouvoir démoniaque que renferme la poupée, qui cherche rapidement à les attaquer. 
Plus tard, alors qu'Annabelle est enfermée sous clé dans une vitrine bénie par un prêtre, les Warren s'absentent un week-end et laissent leur fille, Judy, seule avec sa baby sitter, Mary Ellen. Daniela, une amie, s'invite dans la maison et s'introduit dans la pièce interdite avec tous les objets démoniaques provenant des affaires sur lesquelles les Warren ont enquêté. Dans l'espoir de rentrer en contact avec son père décédé récemment, Daniela décide de libérer Annabelle de sa vitrine. 
Les trois jeunes filles vont alors passer une nuit d'horreur où la poupée Annabelle va prendre possession des divers artefacts démoniaques présents dans la maison.

## Fiche technique
Sauf indication contraire, les informations mentionnées dans cette section peuvent être confirmées par les bases de données cinématographiques IMDb et Allociné,  présentes dans la section « Liens externes ».
- Titre original : Annabelle Comes Home
- Titre français : Annabelle : La Maison du mal
- Titre québécois : Annabelle 3 : Retour à la maison[1]
- Réalisation : Gary Dauberman
- Scénario : Gary Dauberman, d'après une histoire qu'il a écrite avec James Wan
- Musique : Joseph Bishara
  - Montage musical : Julie Pearce, Stephen Perone et Joe E. Rand
- Direction artistique : A. Todd Holland
- Décors : Jennifer Spence
- Costumes : Leah Butler
- Maquillage : Eleanor Sabaduquia
- Coiffure : Tijen Osman et Yesim 'Shimmy' Osman
- Photographie : Michael Burgess
- Son : Aaron Glascock, Tim LeBlanc
- Montage : Kirk M. Morri
- Production : Peter Safran et James Wan
  - Production déléguée : Richard Brener, Michael Clear, Michelle Morrissey, Dave Neustadter, Victoria Palmeri et Judson Scott
- Sociétés de production : Atomic Monster, The Safran Compagny et New Line Cinema
- Société de distribution : Warner Bros.
- Budget : 27 millions de $[2] ; 30 millions de $[3]
- Pays de production :  États-Unis
- Langue originale : anglais
- Format : couleur - 35 mm - 2,39:1 (CinemaScope) - son Dolby Atmos / Dolby Digital
- Genre : épouvante-horreur, thriller, mystère
- Durée : 106 min
- Dates de sortie[4] :
  - États-Unis : 17 juin 2019 (Cinepocalypse) ; 26 juin 2019 (sortie nationale)
  - Québec : 26 juin 2019[1]
  - Belgique : 3 juillet 2019[5]
  - France, Suisse romande : 10 juillet 2019[6],[7]
- Classification[8] :
  - États-Unis : interdit aux moins de 17 ans (R – Restricted)[N 1]
  - France : interdit aux moins de 12 ans[9]
  - Belgique : potentiellement préjudiciable jusqu'à 16 ans (KNT/ENA : Kinderen Niet Toegelaten  / Enfants Non Admis)[5],[10],[N 2]
  - Suisse romande : interdit aux moins de 16 ans[11]
  - Québec : 13 ans et plus (horreur) (13+ / 13 years and over)[1]

## Distribution
- Mckenna Grace (VF : Coralie Thuilier ; VQ : Estelle Fournier) : Judy Warren
- Madison Iseman (VF : Zina Khakhoulia ; VQ : Ludivine Reding) : Mary Ellen
- Katie Sarife (VF : Emmylou Homs ; VQ : Laetitia Isambert-Denis) : Daniela Rios
- Vera Farmiga (VF : Ivana Coppola ; VQ : Camille Cyr-Desmarais) : Lorraine Warren
- Patrick Wilson (VF : Alexis Victor ; VQ : Frédéric Paquet) : Ed Warren
- Michael Cimino (VF : Clément Moreau ; VQ : Philippe Vanasse-Paquet) : Bob « matos » Palmeri
- Steve Coulter (VF : Yann Guillemot) : le Père Gordon
- Luca Luhan (es) (VF : Aloïs Agaësse-Mahieu) : Anthony Rios
- Paul Dean : M. Palmeri
- Stephen Blackehart : Thomas
- Alexander Ward : le démon
- Natalia Safran : la mariée
- Douglas Tait : le loup-garou
- Samara Lee : Annabelle « Bee » Mullins
- Alison White : Mme Faley
- Bill Kottkamp : le livreur de Pizza

Sources et légende : version française (VF) sur RS Doublage version québécoise sur Doublage Québec

## Production

### Genèse et développement
Le 28 avril 2018, Warner Bros. annonce la sortie d'un troisième volet de la série Annabelle pour 2019 : il sera à nouveau écrit par Gary Dauberman qui, également, fera ses débuts en tant que réalisateur avec ce projet.
Le film a d'abord pour nom Annabelle 3, puis, quelques mois avant sa sortie en salles, une nouvelle bande-annonce dévoile le titre final du film : Annabelle Comes Home.
En France, il est traduit sous le nom d'Annabelle : La Maison du mal.

### Attribution des rôles
En octobre 2018, la distribution d'Annabelle 3 est progressivement révélée, avec le retour de Vera Farmiga et Patrick Wilson, incarnant les époux Warren. Mckenna Grace est quant à elle annoncée pour incarner Judy, leur fille.

### Tournage
Le tournage débute en octobre et s'achève le 15 décembre 2018. Il se déroule à Los Angeles.

## Accueil

### Sorties
Le film sort le 10 juillet 2019 dans les salles françaises et le 15 novembre 2019 en DVD et Blu-ray, avec de nombreux bonus en suppléments.

### Accueil critique
Le site Allociné recense une moyenne des critiques presse de 2,2/5.
Pour Le Parisien, ce film est « Un volet pas vraiment terrifiant, aux scènes déjà maintes fois vues ». Pour Télérama, « Le réalisateur, inexpérimenté, multiplie les visions démoniaques en pure perte ».

### Box-office
| Pays ou région    | Box-office      | Date d'arrêt du box-office | Nombre de semaines |
| ----------------- | --------------- | -------------------------- | ------------------ |
| États-Unis Canada | 74 152 591 $    | 3 octobre 2019             | 14                 |
| France            | 951 245 entrées | 8 septembre 2019           | 8                  |
| Total mondial     | 231 252 591 $   | 3 octobre 2019             | 14                 |

## Nominations
Sauf indication contraire, les informations mentionnées dans cette section peuvent être confirmées par la base de données cinématographiques IMDb,  présente dans la section « Liens externes ».
- Academy of Science Fiction, Fantasy & Horror Films - Saturn Awards 2019 : Legion M Breakout Director pour Gary Dauberman
- Fright Meter Awards 2019 : meilleur costumier pour Leah Butler

## Éditions en vidéo
- En France, le film Annabelle : La Maison du mal est sorti en VOD le 9 novembre 2019[6]. Par la suite, le film sort en DVD et Blu-ray le 15 novembre 2019[22],[23].
- Au Québec, le film est sorti en copie numérique le 17 septembre 2019, puis en DVD et Blu-ray le 8 octobre 2019[1].